# بیت فیوز
بیت فیوز (انگلیسی: Beat Feuz؛ زادهٔ ۱۱ فوریهٔ ۱۹۸۷) اسکی‌باز آلپاین اهل سوئیس است.